# Iván Corrales
Iván Corrales Gordo (Plasencia, 12 luglio 1974) è un ex cestista spagnolo.

## Carriera
Con la Spagna ha disputato i Campionati europei del 1999.

## Palmarès
- Copa del Rey: 1

Joventut Badalona: 1997
- Liga catalana: 1

Joventut Badalona: 1998
- Coppa dei Campioni: 1

Joventut Badalona: 1993-94